# Eeva-Leena Pokela
Eeva-Leena Marjatta Pokela (née le 5 juin 1954 à Helsinki) est une chanteuse, compositrice, présentatrice et actrice finlandaise,.

## Biographie
Elle commence à jouer quand elle encore enfant avec ses parents Marjatta et Martti Pokela.
Elle chargée de cours à l'Académie Sibelius.